# Javari Thomas
Javari Thomas (25 de septiembre de 2001) es un deportista jamaicano que compite en atletismo, especialista en las carreras de velocidad. Ganó una medalla de plata en los Relevos Mundiales 2025, en la prueba de 4 × 100 m mixto.

## Palmarés internacional
| Relevos Mundiales | Relevos Mundiales | Relevos Mundiales | Relevos Mundiales |
| Año               | Lugar             | Medalla           | Prueba            |
| ----------------- | ----------------- | ----------------- | ----------------- |
| 2025              | Cantón (China)    | Medalla de plata  | 4 × 100 m mixto   |